# Malin Söderström
Malin Söderström, född 30 maj 1969, är en svensk kock. 
Söderström är utbildad på livsmedelstekniska linjen i Sandviken. Efter examen har hon bland annat arbetat på restaurang Paul & Norbert i Stockholm, som belönats med en stjärna i Guide Michelin. Idag driver hon Moderna museets restaurang, och är även delägare i Restaurang Hjerta på Skeppsholmen i Stockholm.
Söderström var den första kvinnan som blev medlem i Svenska Kocklandslaget och har även varit styrelsemedlem i Svenska Kockars Förening. Hon har varit nominerad till Dagens Nyheters restaurangpris Gulddraken.
Malin Söderström har lagat mat i Nyhetsmorgon i TV4 samt varit gästjury i Sveriges mästerkock. 2012 var hon en av deltagarna i TV-programmet Kockarnas kamp.
Söderström har även skrivit ett flertal kokböcker, bland andra Malins mat, Malin Söderströms middagstips och Mat för blå dagar tillsammans med Tomas Tengby.
Från och med sommaren 2019 driver hon resturang Systrarna Söderström i Söderhamn.